# Provincia di Aysén
La provincia di Aysén è una provincia della Regione di Aysén nel Cile centrale. Il capoluogo è la città di Puerto Aysén.
Al censimento del 2002 possedeva una popolazione di 31.987 abitanti.

## Geografia antropica

### Suddivisioni amministrative
La provincia è divisa in 3 comuni:
- Aysén (capoluogo Puerto Aysén);
- Cisnes (capoluogo Puerto Cisnes);
- Guaitecas (capoluogo Melinka).